# Shaw-Professor für Chinesisch
Die Position des Shaw-Professors für Chinesisch ist eine der ständigen Professuren an der University of Oxford, England. Sie wurde 1876 als Professor für Chinesisch gegründet und ist heute mit einem Professoren-Stipendium am University College in Oxford verbunden. Der Lehrstuhl ist Teil der Fakultät für Orientalistik. Nachdem Run Run Shaw 1993 der Universität eine Spende in Höhe von 3.000.000 £ für die Entwicklung chinesischer Studien gegeben hatte, von denen ein Teil für die Ausstattung des Lehrstuhls verwendet wurde, wurde der Lehrstuhl in die Shaw-Professur umbenannt.
Die Personen, die die Professur seit ihrer Gründung innehatten:
- James Legge 1876–97[3]
- Thomas Lowndes Bullock 1899–1915[4]
- William Edward Soothill 1920–35[5]
- Homer Hasenpflug Dubs 1947–59[6]
- David Hawkes 1959–71[7]
- Piet van der Loon 1972–87[8]
- Glen Dudbridge 1989–2005[9]
- Timothy Brook 2007–09[10]
- Barend J. ter Haar 2013 bis heute[11]